# كارولين بيليجي
كارولين بيليجي (بالإنجليزية: Caroline Pileggi) هي رباعة أسترالية، ولدت في 12 ديسمبر 1977 في برث في أستراليا.

## روابط خارجية
- كارولين بيليجي على موقع اتحاد ألعاب الكومنولث (مؤرشف) (الإنجليزية)